# Titolo di studio universitario
Un titolo di studio universitario (anche titolo accademico) è un titolo di studio conseguito al termine di un corso di studi presso una università o altro istituto di istruzione superiore.

## Nel mondo
Pur essendo relativamente uniformi le strutture e le denominazioni degli enti per l'istruzione superiore in quasi tutti gli Stati del mondo le denominazioni dei titoli di studio emessi variano molto fra loro. (come ad esempio nel caso del Master of Laws). In questo senso, varie comunità di stati hanno stipulato accordi al fine di uniformare le tipologie di titoli emesse, al fine di aumentare la cooperazione internazionale e la mobilità dei cittadini. Nel caso dell'Unione europea, tali accordi vanno sotto il nome di Processo di Bologna. L'attuazione di tale processo in Italia è avvenuta attraverso la riforma Berlinguer e la riforma Gelmini.

### Francia
In generale il sistema francese prevede i seguenti diplomi con il riconoscimento dei relativi crediti nell’istruzione superiore secondo il sistema ECTS (in italiano: crediti formativi universitari). I titoli rilasciati possono essere riassunti come segue:
- Licence (L): si consegue dopo il baccalauréat, ed il corso di studio ha una durata di tre anni;
- Master (M): si consegue dopo il baccalauréat, ed il corso di studio ha una durata di cinque anni;
- Doctorat (D): si consegue dopo un diploma di laurea, la durata va da 3 a 6 anni a seconda della disciplina;
- Master of Science (Msc): si consegue dopo un diploma di laurea, ed il corso di studio ha una durata di un anno;
- Mastère Spécialisé (MS): si consegue dopo un diploma di laurea, ed il corso di studio ha una durata di due anni.

### Italia
Tali titoli sono rilasciati dalle università italiane, ma anche da altre istituzioni universitarie quali un'Accademia, un Conservatorio, un Politecnico oppure un Istituto Superiore per il restauro dipendente dal Ministero dei Beni Culturali.
In ogni caso, le qualifiche accademiche sono solo quelle individuati dalla legge 13 marzo 1958, n. 262, il cui art. 1 dispone che:
Sono previste sanzioni in caso di inoservanza, che si applicano anche a chi faccia uso di titoli accademici conseguiti all'estero e non riconosciuti in Italia.

### Stati Uniti d'America
Il bachelor's degree è un titolo di studio accademico rilasciato dal sistema universitario in alcuni paesi anglosassoni e negli USA; in quest'ultimo è anche contemplato il titolo di Juris Doctor.

## Titolo onorario
I titoli onorari in ambito accademico possono essere conferiti a persone fisiche per il contributo alla produzione, diffusione e fruizione della conoscenza, oltre o non attinente al loro ruolo ordinario nell'occupazione e nella vita quotidiana. Questa pratica si rivolge sia a personale dipendente, e-studenti universitari, così a come a personalità esterne all'ambito accademico. Essa esiste principalmente nel Regno Unito e in alcune università e college negli Stati Uniti, in Australia, a Hong Kong e in Canada, con un parziale equivalente nella laurea honoris causa in Europa.
Nell'ambito del Commonwealth, sono esempi di questo titolo: Honorary Professor, Honorary Fellow, Honorary Senior Research Fellow, Honorary Reader, Honorary Lecturer (normalmente si applica al personale non docente, che tiene conferenze occasionali), Visiting Fellow (normalmente riguarda gli studenti ricercatori), Industrial Fellow.

Diverse associazioni professionali offrono borse di studio onorarie (Royal Institute of British Architects, ecc.).
In Germania, ai conferenzieri possono essere conferiti i titoli di "Honorarprofessor" o "Außerplanmäßiger Professor" rispettivamente dopo una valutazione positiva, successiva ad alcuni semestri di docenza.
Un titolo onorario consente ai non-dipendenti delle strutture universitarie di beneficiare di alcuni diritti dei privilegi propri del personale regolare, come l'accesso ai locali e alle biblioteche, e il permesso di parcheggio.

La laurea honoris causa europea può produrre effetti giuridici, che le attribuiscono un valore legale equipollente in tutto o con alcune limitazioni al titolo accademico vero e proprio.